# Bobblehead

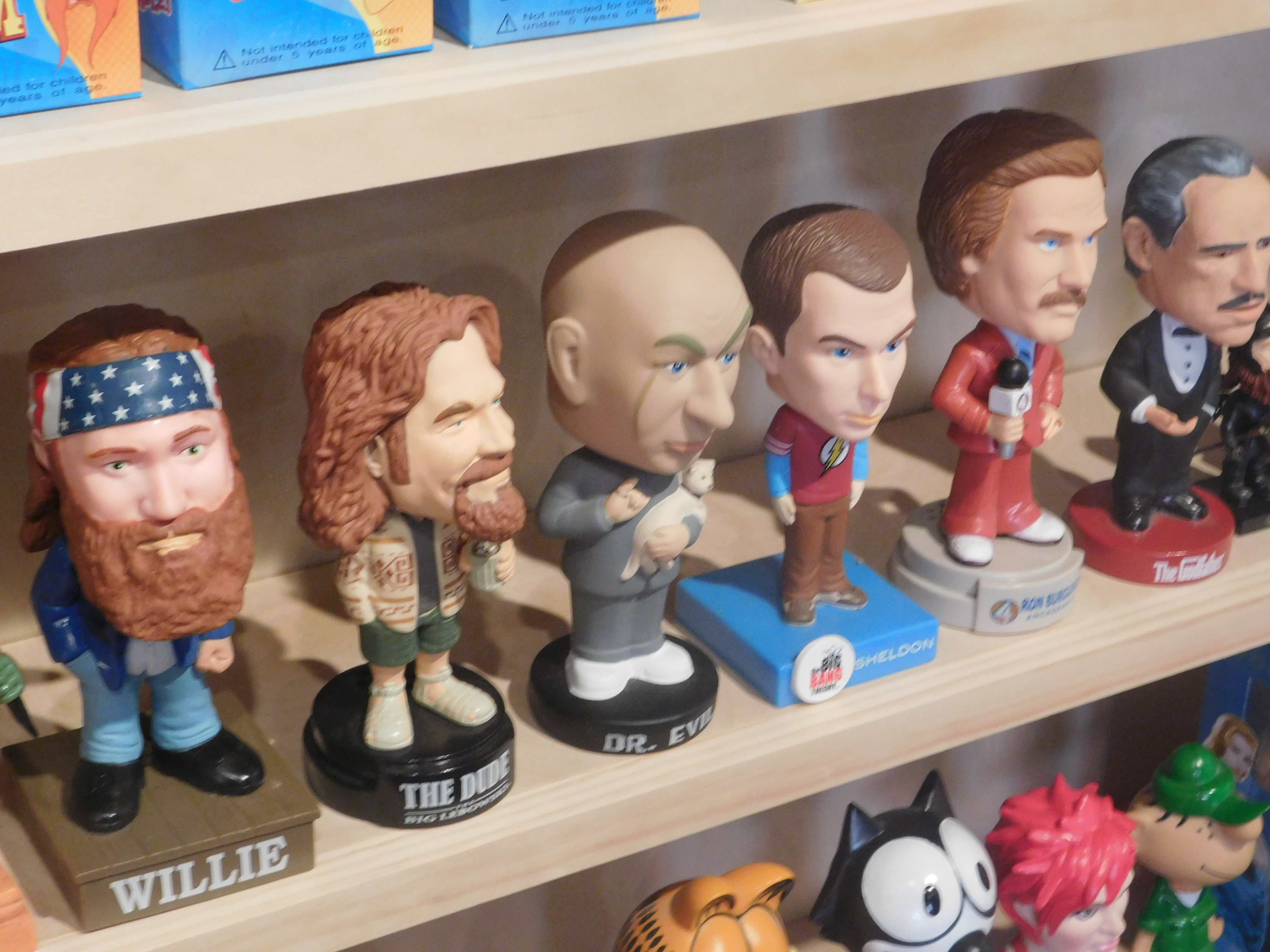
Znane postaci w wersji bobblehead

Bobblehead – figurka, której głowa jest nieproporcjonalnie większa w stosunku do tułowia. Przymocowana jest do korpusu za pomocą sprężyny tak, że nawet najmniejsze poruszenie figurki sprawia, że głowa zaczyna się kiwać.

## Historia
Figurki bobblehead pojawiły się w roku 1950 w Stanach Zjednoczonych. W latach 60. Major League Baseball jako pierwsza wprowadziła je do produkcji masowej, zamawiając jedną figurkę z każdej drużyny. Wraz ze wzrostem popularności tego gadżetu inne organizacje i firmy zaczęły używać go jako elementu promocyjnego. Największą popularnością cieszył się zestaw figurek stworzony dla zespołu The Beatles. Zastosowanie nowych technik produkcji bobblehead pozwoliło znacząco obniżyć ich koszt wytworzenia. Dzięki temu stały się one gadżetem rozdawanym za darmo jako dodatek do biletów na mecze San Francisco Giants. W roku 1999 rozdano 35 000 figurek Williego Maysa, czołowego zawodnika tej drużyny.

## Bobblehead w popkulturze
- W serialu komediowym The Office w odcinku „Valentine's Day”, Dwight Schrute otrzymuje swoją miniaturkę w postaci bobblehead. On sam posiadał już na swoim biurku małą kolekcję różnych figurek tego typu[4].
- W serialu Scrubs w odcinku „My Way Home” chirurg Turk, chcąc przypodobać się swojemu szefowi, ordynatorowi Bobowi Kelso, daje mu prezent figurkę bobblehead.
- W serialu Teoria Wielkiego Podrywu w odcinku „The Mommy Observation” Sheldon otrzymuje figurkę bobblehead od Howarda w nagrodę za to, że nie przeszkadzał mu podczas przemówienia.
- W serialu Prison Break w odcinku „Scan”, bohater Fernando Sucre kradnie samochód dostawczy wyładowany figurkami bobblehead Św. Marii.
- Figurki bobblehead zostały wykorzystane również w klipie promującym kolejny sezon serialu Monk.

## Bobblehead w Polsce
Na polskim rynku figurki typu bobblehead są głównie dostępne jako gadżety promujące masowe wydarzenia kulturalne np. przy promocji filmów z serii Gwiezdne wojny. Od 2009 w Polsce dostępne też są tzw. custom bobbleheads, figurki tworzone ze zdjęć zamawiającego sprzedawane przez wyłącznego dystrybutora tego typu figurek na Polskę.